# Stratton Mountain
Stratton Mountain es un lugar designado por el censo ubicado en el condado de Bennington en el estado estadounidense de Vermont. En el Censo de 2020 tenía una población de 335 habitantes y una densidad poblacional de 48,69 habitantes por km². Fue incluido como CDP en el censo de 2020.

## Geografía
Stratton Mountain se encuentra ubicado en las coordenadas 43°06′53″N 72°54′25″O / 43.11472, -72.90694. Según la Oficina del Censo de los Estados Unidos,  tiene una superficie total de 6,88 km², de la cual 6,80 km² corresponden a tierra firme y 0,08 km² a agua.